# Flórián Antal
Flórián Antal (Szamosújvár, 1939. október 24. – Budapest, 2014. október 17.)  erdélyi származású magyar színész, filmszínész.

## Életpályája
Az erdélyi örmény Flórián család leszármazottja. 
Középiskoláit a kolozsvári 2. sz. Líceumban (a volt Református Kollégiumban) végezte 1955-ben  
1965-ben végzett a marosvásárhelyi Szentgyörgyi István Színművészeti Intézetben. Utána hét évig a Kolozsvári Állami Magyar Színházban dolgozott. 1971-től Magyarországon játszott. 1971–1974 között a Békés Megyei Jókai Színház tagja, 
1974–1978 között a kaposvári Csiky Gergely Színházban játszott, majd öt évadot a kecskeméti Katona József Színházban. 1983-tól nyugdíjazásáig a Szegedi Nemzeti Színház színművésze volt. Ezután ismét a kecskeméti Katona József Színház, majd haláláig a Szegedi Nemzeti Színház szerződtette.

## Főbb szerepei

### Színpadi szerepei
- Jemeljanov (Katajev: A kör négyszögesítése)
- Florindo (Goldoni: A hazug)
- Tartaglia (Gozzi: A szarvaskirály)
- Rinaldo (Modugno: Rinaldo harcba megy)
- Bubnov (Gorkij: Éjjeli menedékhely)
- Karenin (Tolsztoj–Sándor J.: Anna Karenina)
- Toni (Goldoni: Csetepaté Chioggiában)
- Játékmester (Csukás István: Ágacska)

### Operettelőadások
- Orfeusz az alvilágban
- Mágnás Miska
- A cigányprímás
- Bob herceg
- Fekete Péter
- Csárdáskirálynő

### Filmszerepei
- Koldus és királyfi  (színházi közvetítés)
- Gyurkovics Tibor: Háború, hármasban (tévéfilm)
- William Shakespeare: A makrancos hölgy (színházi közvetítés)
- Az erőd (mozifilm)